# Saison 2014-2015 des Bulls de Chicago
La saison 2014-2015 des Chicago Bulls est la 49e saison de la franchise en National Basketball Association (NBA) et la 5e sous les ordres du coach Tom Thibodeau. À l'intersaison, les Bulls ont laissé partir Carlos Boozer et ont signé Pau Gasol,. Chicago a obtenu sa première saison à 50 victoires depuis la saison 2011-2012 avec un bilan de 50 victoires pour 32 défaites. Finissant troisième de leur conférence, les Bulls rencontrent les Bucks de Milwaukee au premier tour des playoffs 2015, s'imposant par 4-2. Cependant, la saison des Bulls prend fin après leur défaite 2-4 en demi-finale de conférence contre les Cavaliers de Cleveland.

## Intersaison

### Choix de draft
| Tour | Choix | Joueur           | Poste | Nationalité        | Provenance                 |
| ---- | ----- | ---------------- | ----- | ------------------ | -------------------------- |
| 1    | 16    | Jusuf Nurkić     | P     | Bosnie-Herzégovine | KK Cedevita (Croatie)      |
| 1    | 19    | Gary Harris      | A     | États-Unis         | Spartans de Michigan State |
| 2    | 49    | Cameron Bairstow | AF    | Australie          | Lobos du Nouveau-Mexique   |

### Changements dans l'effectif

#### Joueurs signés

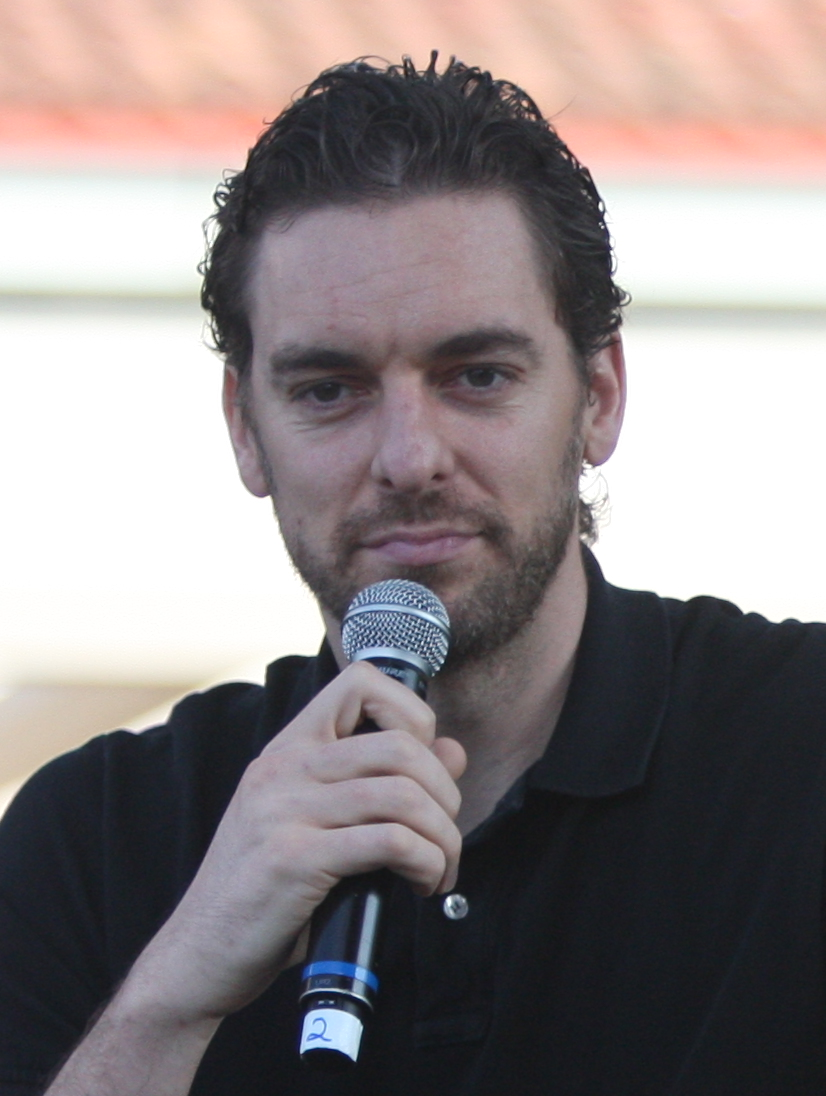
Pau Gasol signe le 18 juillet

Le 18 juillet, les Bulls signent Pau Gasol et le joueur du Real Madrid Nikola Mirotić,. Gasol reçoit un contrat de 22 millions de dollars sur 3 ans, tandis que le contrat de Mirotić est de 16,6 millions sur 3 ans. Ensuite, le 21 juillet, Kirk Hinrich est re-signé, pour un contrat de 5,5 millions sur 2 ans.Le jour suivant, Aaron Books signe avec les Bulls.
Le 18 septembre, les Bulls signent E'Twaun Moore. Nazr Mohammed est re-signé le 22 septembre. Les Bulls finalisent leur effectif du camp d'entraînement en y ajoutant Kim English, Ben Hansbrough et Solomon Jones le 26 septembre.

#### Échanges
Le 26 juin, les Bulls acquièrent les droits du 11e choix de la draft : Doug McDermott et Anthony Randolph des Nuggets, qui, en échange, reçoivent les droits de Jusuf Nurkić et de Gary Harris ainsi que le choix d'un deuxième tour de draft 2015.Dans un échange avec Orlando Magic, le 14 juillet, les Bulls obtiennent les droits de Milovan Raković, tandis que Randolph, deux choix de second tours de draft 2015 et 2016 ainsi qu'une compensation financière sont alloués à Orlando.Le même jour, les Bulls acquièrent les droits de Tadija Dragićević des Mavericks de Dallas, qui, eux, reçoivent Greg Smith.

#### Départ de joueurs

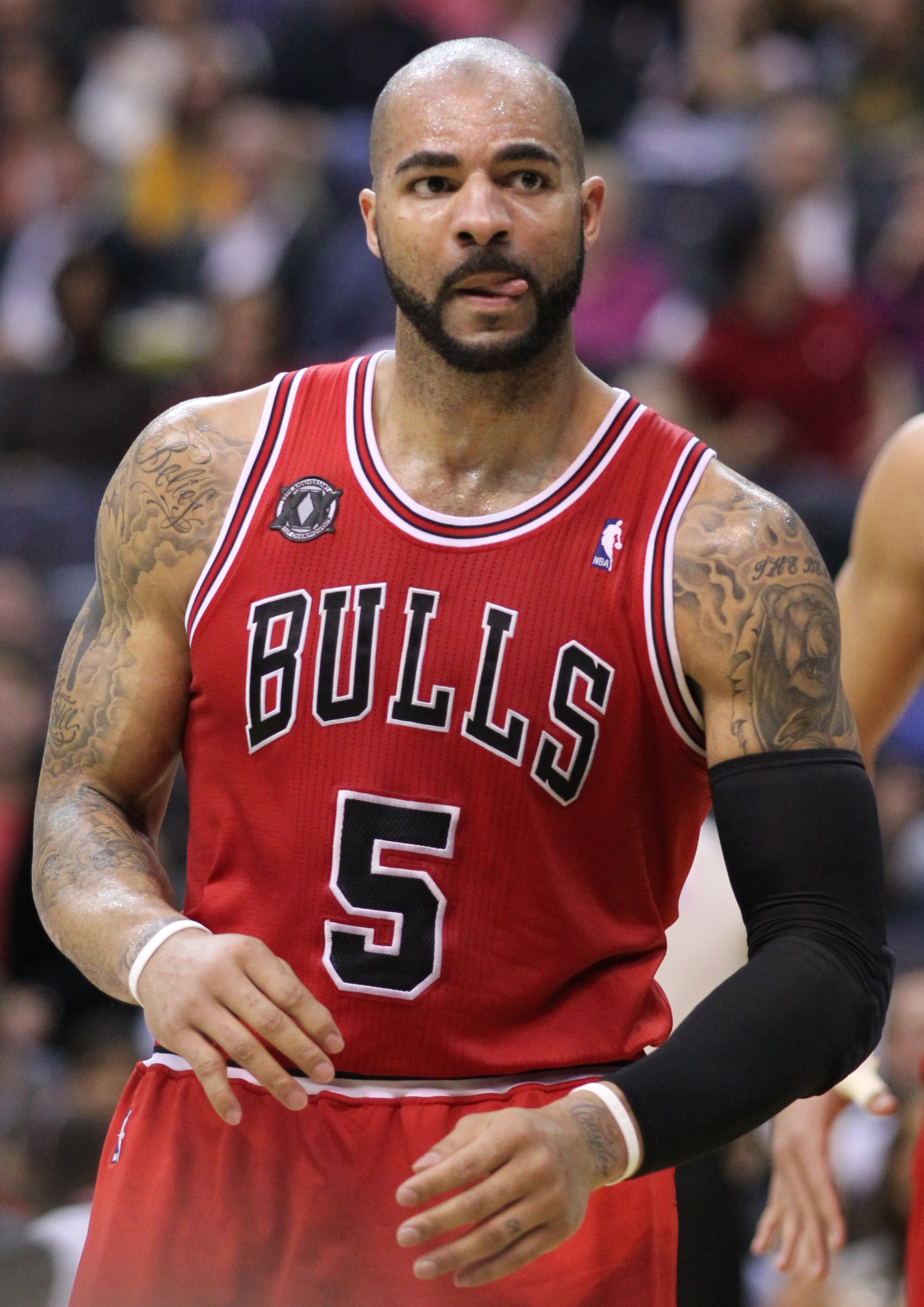
Carlos Boozer quitte les Bulls le 17 juillet.

Le 21 juin, Tornike Shengelia, devenu agent libre non-restreint, traverse l'Atlantique et signe avec le club basque de Saski Baskonia.Le 15 juillet, D.J. Augustin signe un contrat avec les Pistons de Detroit.Le même jour, les Bulls renoncent aux droits de Lou Amundson, de Ronnie Brewer et de Mike James.Douze ans en NBA, 2x All Star NBA, Carlos Boozer quitte les Bulls le 17 juillet.Le 24 juillet, Jimmer Fredette signe avec les Pelicans de la Nouvelle-Orléans.

### Évènements
Après avoir eu une opération au genou gauche, Joakim Noah annonce qu'il est en réhabilitation le 27 juin.Le 8 août, Guy Rodgers, qui a passé une saison avec les Bulls, est introduit à titre posthume au Naismith Memorial Basketball Hall of Fame.Ronald Dupree, qui a joué aux Bulls lors de la saison 2003-2004, annonce sa retraite le 8 septembre.Par ailleurs, Caldwell Jones, qui a joué aux Bulls lors de la saison 1984-1985, décède le 21 septembre.

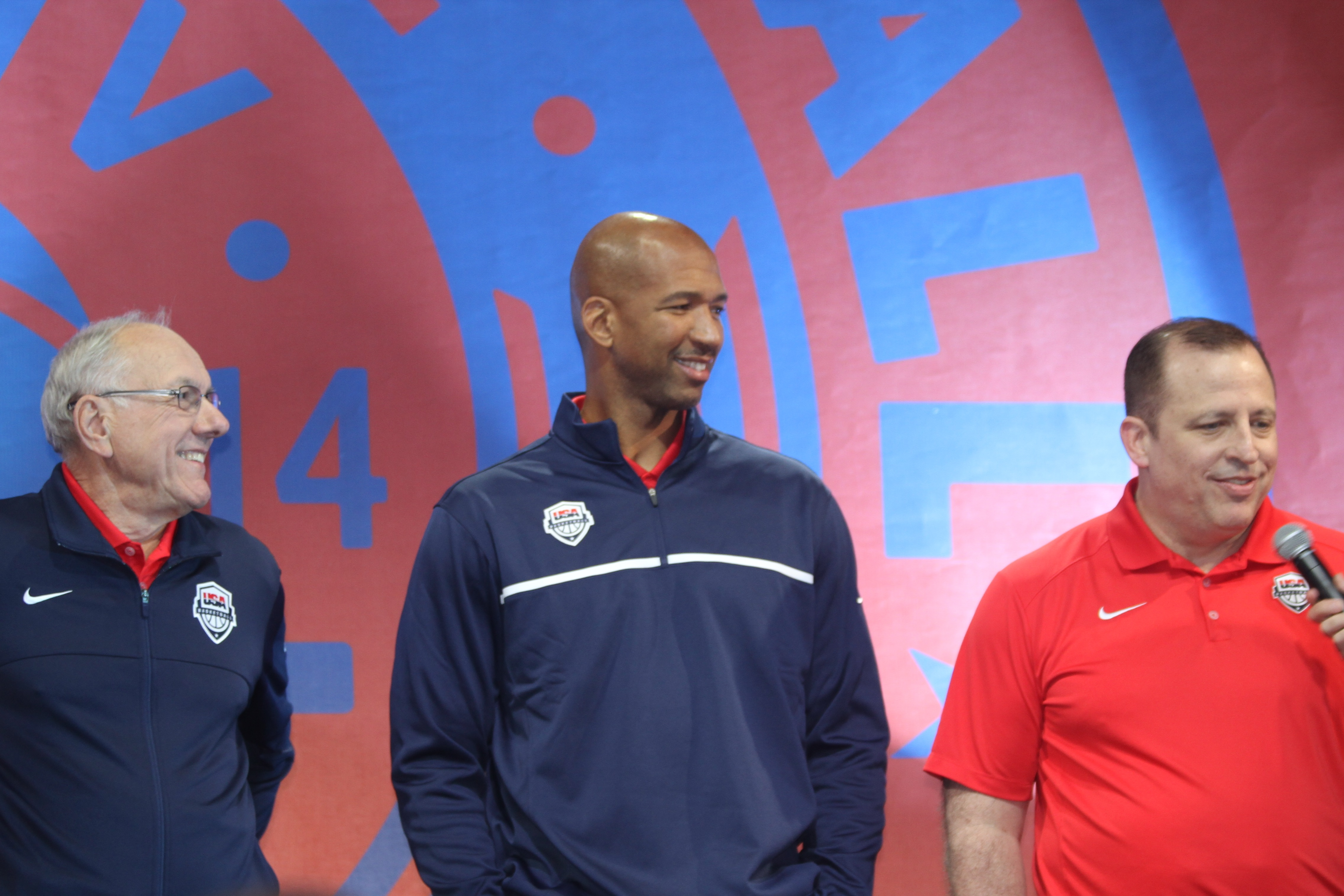
Tom Thibodeau (à droite) est sélectionné comme assistant coach de l'équipe des États-Unis pour la Coupe du Monde de Basketball 2014.

Il est annoncé, le 22 juillet, que Jimmy Bulter et Doug McDermott vont jouer pour la sélection américaine durant le camp d'entraînement à Las Vegas entre le 28 et le 31 juillet.Le capitaine des Bulls, Derrick Rose fait partie de l'équipe des États-Unis pour la Coupe du Monde 2014 de basketball; l'entraîneur des Bulls, Tom Thibodeau, fait aussi partie de l'équipe en tant qu'assistant.
Pau Gasol, autre joueur des Bulls, joue pour l'équipe d'Espagne lors de la Coupe du Monde 2014 de basketball.Bairstow joue aussi lors de cette Coupe du Monde, pour l'équipe d'Australie.Le 14 septembre, Gasol est nommé dans l'équipe all-star de la compétition.
Le 11 août, les Bulls sortent leur programme de pré-saison pour l'équipe. Le programme de saison régulière 2014-2015 des Bulls est sorti le 13 août. Le 12 septembre, les Bulls ouvrent un nouveau complexe d'entraînement appelé l'Advocate Center, proche du United Center, en remplacement du Berto Center à Deerfield dans l'Illinois.

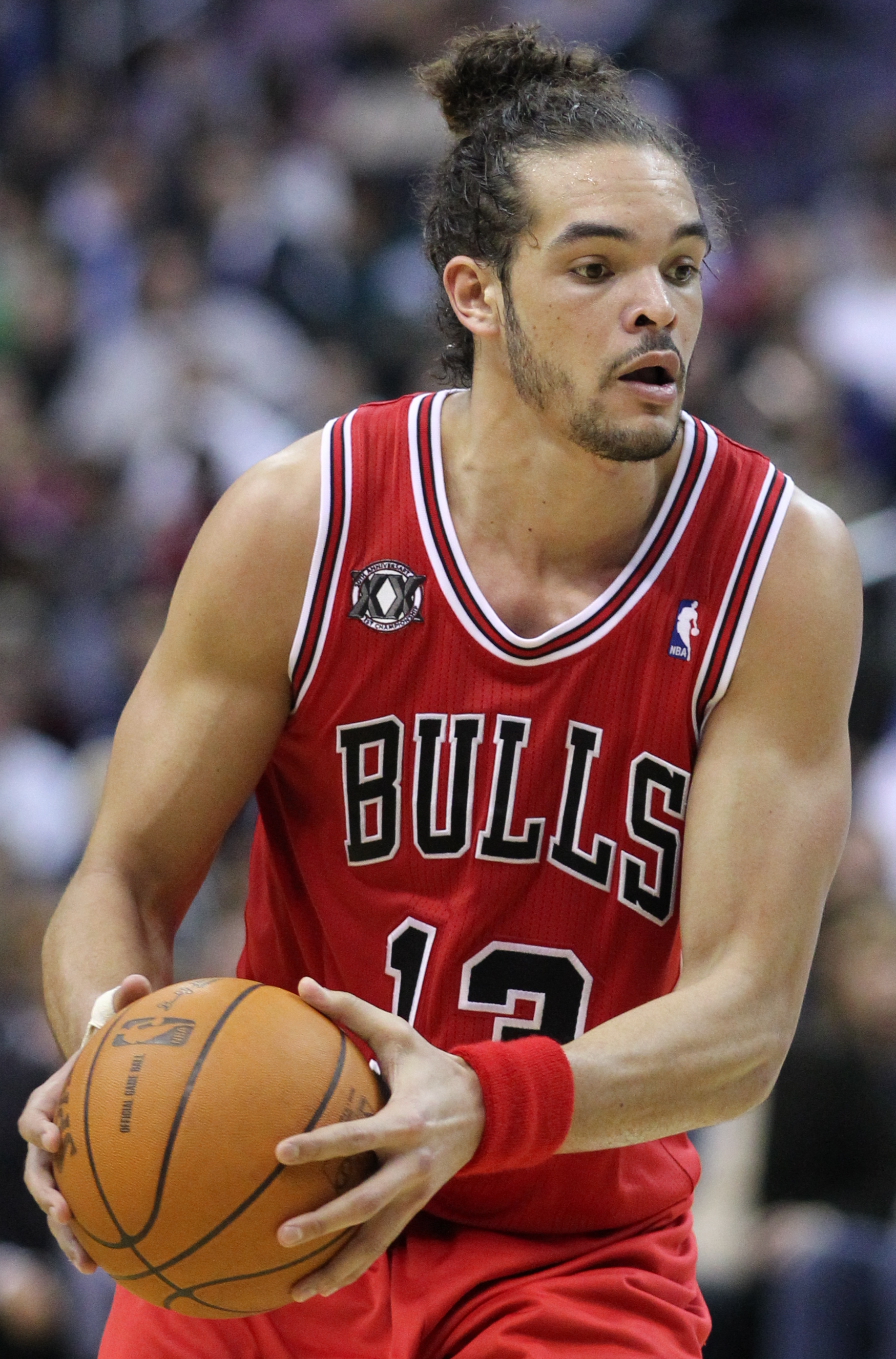
Joakim Noah a lancé les deux cérémonies d'ouverture des White Sox et des Cubs.

Noah a lancé la cérémonie d'ouverture du premier match des White Sox de Chicago le 11 septembre.Les White Sox ont baptisé leur match du 13 septembre contre les Twins du Minnesota la "Bulls Night", accueillant les fans des Bulls au stade de baseball.Le 17 septembre, Noah lance aussi la cérémonie d'ouverture du premier match des Cubs de Chicago.
Le 23 septembre, Rose fait une donation d'1 million de dollars au profit d'After School Matters, une organisation à but non lucratif basée à Chicago. Les Bulls ouvrent leur billetterie au public le 26 septembre.Le 28 septembre, Brooks lance la cérémonie d'avant match des White Sox contre les Royals de Kansas City.

### Camp d'entraînement
Le 15 septembre, les Bulls sortent le programme de leur camp d'entraînement.Il y a 10 sessions d'entraînements se déroulant du 30 septembre au 5 octobre.Le camp d'entraînement des Bulls commence le 29 septembre au nouveau Advocate Center.Le 30 septembre, Rose, Bulter, Mike Dunleavy, Jr., Gasol et Noah sont sélectionnés pour débuter. Le 1er octobre, Thibodeau dis aux journalistes qu'il a trouvé Mirotić impressionnant et Noah le nomme même "secret weapon".
Après un jour de repos, le camp d'entraînement repris le 4 octobre, le jour de l'anniversaire de Rose, d'ailleurs, il est nommé pour avoir fait les meilleurs entraînements de la saison.Pendant ce temps Dunleavy a aidé le rookie McDermott à corriger ses erreurs notamment sur les 3 points dans le corner.
En parlant des deux rookies de l'équipe, Thibodeau disait : "[McDermott] et [Mirotic] ont fait du beau boulot" De plus, Noah a souhaité porté une genouillère sur son genou gauche, qui venait d'être opéré durant l'intersaison. Le 5 octobre, Rose annonce que les Bulls sont une "équipe dangereuse".Dans un classement fait par ESPN, les Bulls sont classés 3e en termes de puissance de l'effectif derrière les Cleveland Cavaliers et les San Antonio Spurs.

## Effectif
| Entraîneur         | Entraîneur | Drapeau des États-Unis | Tom Thibodeau     | Tom Thibodeau   |
| Ailier Fort, Pivot | 41         | Drapeau de l'Australie | Cameron Bairstow  | Nouveau-Mexique |
| Meneur             | 0          | Drapeau des États-Unis | Aaron Brooks      | Oregon          |
| Arrière, Ailier    | 21         | Drapeau des États-Unis | Jimmy Butler      | Marquette       |
| Arrière, Ailier    | 34         | Drapeau des États-Unis | Mike Dunleavy Jr. | Duke            |
| Ailier Fort        | 16         | Drapeau de l'Espagne   | Pau Gasol         | Espagne         |
| Ailier Fort        | 22         | Drapeau des États-Unis | Taj Gibson        | USC             |
| Meneur             | 12         | Drapeau des États-Unis | Kirk Hinrich      | Kansas          |
| Ailier             | 3          | Drapeau des États-Unis | Doug McDermott    | Creighton       |
| Ailier             | 44         | Drapeau du Monténégro  | Nikola Mirotić    | Espagne         |
| Pivot              | 48         | Drapeau des États-Unis | Nazr Mohammed     | Kentucky        |
| Meneur, Arrière    | 55         | Drapeau des États-Unis | E'Twaun Moore     | Purdue          |
| Ailier Fort, Pivot | 13         | Drapeau de la France   | Joakim Noah       | Florida         |
| Meneur             | 1          | Drapeau des États-Unis | Derrick Rose (C)  | Memphis         |
| Arrière, Ailier    | 20         | Drapeau des États-Unis | Tony Snell        | New Mexico      |
| (C) Capitaine      |            |                        |                   |                 |

## Classements

### Ligue d'été
| #  | Ligue d'été à Las Vegas | Ligue d'été à Las Vegas | Ligue d'été à Las Vegas | Ligue d'été à Las Vegas | Ligue d'été à Las Vegas | Ligue d'été à Las Vegas |
| -- | ----------------------- | ----------------------- | ----------------------- | ----------------------- | ----------------------- | ----------------------- |
| #  | Équipe                  | M                       | V                       | D                       | % de V                  | Notes                   |
| 1  | Chicago Bulls           | 3                       | 3                       | 0                       | 1,000                   |                         |
| 2  | New-York Knicks         | 3                       | 3                       | 0                       | 1,000                   |                         |
| 3  | Cleveland Cavaliers     | 3                       | 3                       | 0                       | 1,000                   |                         |
| 4  | Washington Wizards      | 3                       | 3                       | 0                       | 1,000                   |                         |
| 5  | Utah Jazz               | 3                       | 2                       | 1                       | .667                    | +30                     |
| 6  | Portland Trail Blazers  | 3                       | 2                       | 1                       | .667                    | +21                     |
| 7  | New Orleans Pelicans    | 3                       | 2                       | 1                       | .667                    | +17                     |
| 8  | Sacramento Kings        | 3                       | 2                       | 1                       | .667                    | +5                      |
| 9  | Phoenix Suns            | 3                       | 2                       | 1                       | .667                    |                         |
| 10 | Dallas Mavericks        | 3                       | 2                       | 1                       | .667                    | +27                     |
| 11 | Golden State Warriors   | 3                       | 2                       | 1                       | .667                    | +16                     |
| 12 | San Antonio Spurs       | 3                       | 2                       | 1                       | .667                    |                         |
| 13 | Miami Heat              | 3                       | 1                       | 2                       | .333                    |                         |
| 14 | Houston Rockets         | 3                       | 1                       | 2                       | .333                    | +4                      |
| 15 | Sélection D-League      | 3                       | 1                       | 2                       | .333                    | -14                     |
| 16 | Philadelphie 76ers      | 3                       | 1                       | 2                       | .333                    | -14                     |
| 17 | Los Angeles Lakers      | 3                       | 1                       | 2                       | .333                    |                         |
| 18 | Denver Nuggets          | 3                       | 1                       | 2                       | .333                    | -24                     |
| 19 | Toronto Raptors         | 3                       | 1                       | 2                       | .333                    | -41                     |
| 20 | Los Angeles Clippers    | 3                       | 1                       | 2                       | .333                    |                         |
| 21 | Milwaukee Bucks         | 3                       | 0                       | 3                       | .000                    |                         |
| 22 | Atlanta Hawks           | 3                       | 0                       | 3                       | .000                    | -33                     |
| 23 | Charlotte Hornets       | 3                       | 0                       | 3                       | .000                    | -42                     |
| 24 | Minnesota Timberwolves  | 3                       | 0                       | 3                       | .000                    | -50                     |

### Pré-saison

#### Division centrale
| Division centrale   | V | D | % de V | Domicile | Extérieur | M |
| ------------------- | - | - | ------ | -------- | --------- | - |
| Cleveland Cavaliers | 5 | 2 | .714   |          |           |   |
| Detroit Pistons     | 5 | 2 | .714   |          |           |   |
| Chicago Bulls       | 4 | 4 | .500   |          |           |   |
| Indiana Pacers      | 3 | 4 | .429   |          |           |   |
| Milwaukee Bucks     | 3 | 4 | .429   |          |           |   |